# Sarcobatus baileyi
Sarcobatus baileyi, grm iz porodice Sarcobataceae, jedna od dviju vrsta roda Sarcobatus.

## Rasprostranjenost
Koliko je poznato, Sarcobatus baileyi je endem Nevade, sa središtem u bazenu Lahontan. Često je u društvu s Atriplex confertifolia ili Sarcobatus vermiculatus. Trebalo bi ga tražiti u susjednoj Kaliforniji. Navodno nije freatofit.

## Stanište
Voli alkalna tla u polusušnim ili sušnim ravnicama ili padinama, s mješovitim grmljem; javlja se na visinnama od 1200-1900 m; Nevada.

## Opis
Biljke ponekad crveno obojene, složeno razgranate, ravnomjerno zaobljene, do 0,7-1 m, niske; proksimalne grane u dodiru s tlom, tvoreći prostirku. Listovi uglavnom skupljeni na jastučastoj podlozi na starijem drvu; lopatica mutnozelena do sivkastozelena, obično zategnuta i lučna, 0,5-1(-1,6) cm, dlakava. Cvatovi: pistilatni i staminatni klasovi na skraćenim granama s 1-3 jedva uočljiva internodija; staminatni klasovi obično do 10 mm. Plodovi (2-)6-12 mm; krilo (0,8-)1-2 cm promjer. Sjemenke 2 mm. 2n = 108. Cvjeta u proljeće; plod daje ljeti.